# Suzanne de Passe
Suzanne Celeste de Passe (auch DePasse, * 19. Juli 1946 in New York City) ist eine US-amerikanische Schallplattenmanagerin, spezialisiert auf Schwarze Musikkünstler der USA, sowie Drehbuchautorin und Produzentin bei Film und Fernsehen.

## Leben und Wirken

### Herkunft und Anfänge
Die im New Yorker Stadtteil Harlem geborene Tochter eines karibischen Elternpaars – er ein Angestellter beim kanadischen Mischkonzern Seagram, sie eine Lehrerin – besuchte die Manhattan High School und begann 1964 ein Studium an der Syracuse University im Bundesstaat New York. Da sie dies nicht eben mit Nachdruck betrieb, wurde sie aufgefordert, die Universität zu verlassen, und sie schrieb sich daraufhin am Manhattan Community College ein, um Englisch zu studieren. Dieses Studium schloss sie auch ab, einige Jahre später heiratete sie den Schauspieler Paul Le Mat. Mit ihm bekam sie drei Töchter.

### Erste berufliche Schritte bei Motown und eigene Firmengründung
De Passe begann ihre Showbiz-Karriere im New Yorker Cheetah Nachtclub. Aufgrund ihrer Freundschaft mit Cindy Birdsong, die Florence Ballard 1967 als Mitglied der Supremes ablöste, begann sie 1968 bei der auf die Förderung schwarzer Musiktalente spezialisierten Plattenfirma Motown als Kreativassistentin des Firmengründers Berry Gordy zu arbeiten.
Anfänglich gehörte es zu ihrer Aufgabe, sich um die Garderobe von The Jackson Five zu kümmern. Dabei lernte sie den jungen Michael Jackson kennen. Sie war maßgeblich daran beteiligt, das Plattenlabel mit Musikspecials in Fernsehaufzeichnungen zu platzieren. Ihren größten Erfolg in diesem Sektor feierte sie 1983 mit der Produktion Motown 25: Yesterday, Today, Forever, die anlässlich des 25-jährigen Firmenjubiläums eine Übersicht über die Erfolgsgeschichte von Motown geben sollte. Diese Show wurde von Motown Productions, der sie damals als Präsidentin vorstand, produziert und mit mehreren Preisen ausgezeichnet. 1988 verließ sie Motown Productions und gründete 1992 mit De Passe Entertainment ihre eigene Firma. Ihre langjährige Verbindung zu Motown-Firmengründer Gordy wurde in der Vanity Fair-Ausgabe vom Dezember 2008 unter dem Titel Motown: the Untold Story mit Fotografien von Annie Leibovitz vorgestellt.

### Engagement bei Film und Fernsehen
In ihrer Anfangszeit betätigte sich Suzanne de Passe auch als Drehbuchautorin. De Passe, die die Sängerin Diana Ross von den Supremes her kannte, schrieb ihr das Manuskript zu Lady Sings the Blues, einer Filmbiografie über die schwarze Jazzsängerin Billie Holiday, auf den Leib. Der Film wurde 1972 ein beträchtlicher Kritikererfolg und brachte de Passe und ihren Co-Autoren Terence McCloy und Chris Clark eine Nominierung für den Drehbuch-Oscar ein.
Film und vor allem Fernsehen gewannen jedoch erst mit ihrem Jubiläumsfilm über Motown (1983) an Bedeutung, und sie produzierte seitdem eine Fülle von Dokumentationen aber auch Filmen mit Spielhandlung. Dabei standen mehrfach Dokumentarfilme über Michael Jackson und seine Familie im Zentrum der Betrachtung. Als Herstellungsleiterin war sie auch an der Entstehung diverser Fernsehserien wie Der Ruf des Adlers, Wildes Land, On Our Town, Streets of Laredo, Dead Man's Walk – Weg der Verdammten, Smart Guy, Sister, Sister und Daytime Divas beteiligt. Die meisten dieser Shows setzten überwiegend schwarze Schauspieler ein.

### Lehrtätigkeiten, Auszeichnungen und Ehrungen
De Passe unterrichtete zudem an der Harvard Business School. Dort wurden auch zwei Fallstudien über sie herausgebracht: Suzanne de Passe and Motown Productions und De Passe Entertainment. 2002 wurde sie zum Time Warner Visiting Professor am Department of Radio, Television and Film an der John H. Johnson School of Communications der Howard University ernannt. Im März 2006 erhielt sie die Ehrendoktorwürde der Fakultät Geisteswissenschaften. Auch das Emerson College, School of the Arts, in Boston verpflichtete sie für Lehrtätigkeiten. Von 2002 bis 2008 war sie als Herstellungsleiterin des wöchentlich ausgestrahlten Unterhaltungsprogramms Showtime im Apollo tätig. 2009 wurde sie in The Black List, einer Produktion von HBO, neben weiteren schwarzen Persönlichkeiten wie dem Filmemacher Tyler Perry, dem Gouverneur von Massachusetts Deval Patrick und dem Pastor T. D. Jakes vorgestellt.
Suzanne de Passe erhielt zahlreiche Preise. 1972 wurde sie als eine von zwölf Frauen vom liberalen Feministenblatt Ms. zur Woman of the Year gewählt und 1988 mit dem Women in Film Crystal Award bedacht. 1992 wurde sie als Legacy of Women in Film and Television des UCLA-Film-und-Fernseharchivs aufgenommen und im folgenden Jahr mit dem Turner Broadcasting Trumpet Award und dem Achievement Award ausgezeichnet. Als erste Frau trat Suzanne de Passe auch dem Vorstand des Morehouse College bei.

## Filmografie
als Produzentin oder Herstellungsleiterin, wenn nicht anders angegeben:
- 1972: Lady Sings the Blues (The Lady Sings the Blues) (nur Co-Drehbuch)
- 1982: Happy Endings
- 1983: Motown 25: Yesterday, Today, Forever (auch Drehbuch)
- 1985: Motown Returns to the Apollo
- 1986: Motown on Showtime: Temptations and Four Tops
- 1986: Nightlife
- 1987: Marvin Gaye
- 1987: Motown Merry Christmas
- 1989: Michael Jackson: The Legend Continues
- 1989: Der Ruf des Adlers (Lonesome Dove)
- 1989: Wiedersehen in Logansport (Bridesmaids)
- 1989: Schrei am Abgrund (Small Sacrifices)
- 1990: Smokey Robinson: The Quiet Legend
- 1992: Class Act
- 1992: Die Jacksons – Ein amerikanischer Traum (The Jacksons: An American Dream)
- 1993: Wildes Land (Return to Lonesome Dove)
- 1994: Das Kind einer anderen (Someone Else’s Child)
- 1994: On Our Town
- 1994: Sister, Sister
- 1995: Buffalo Girls
- 1995: Streets of Laredo
- 1996: Dead Man’s Walk – Der Weg der Verdammten (Dead Man‘s Walk)
- 1998: The Temptations
- 1998: Motown: The Music is Forever (auch Drehbuch)
- 1998: Zenon: Die kleine Heldin des 21. Jahrhunderts (Zenon: Girl of the 21st Century)
- 1999: Chains
- 2000: Highschool Cheaters – Die Superbetrüger (Cheaters)
- 2000: Zenon II: Das Abenteuer geht weiter (Zenon: The Zequel)
- 2002: Essence Awards
- 2004: Zenon III: Das Rennen zum Mond (Zenon: Z3)
- 2004: The Soluna Project
- 2005: The Black Movie Awards
- 2006: The 2006 Black Movie Awards
- 2012: Errors of the Human Body
- 2017: Michael Jackson: Searching for Neverland
- 2017: Daytime Divas